# 에이지 해러스먼트
《에이지 해러스먼트》(일본어: エイジハラスメント)는 우치다테 마키코의 소설 작품이다.

## 텔레비전 드라마
2015년 7월 9일부터 9월 10일까지 목요일 21:00 ~ 21:54에, TV 아사히 계열의 〈목요드라마〉 시간대에서 방송되었다. 주연은 타케이 에미.

### 캐스트
- 요시이 에미리 (22) - 타케이 에미
- 오오사와 유리코 (40) - 이나모리 이즈미
- 이가와 마사루 (25) - 세토 코지
- 사다 코이치 (35) - 카나메 준
- 히라모토 다이스케 (36) - 오오쿠라 코지
- 타카하시 코코네 (26) - 나이토 리사
- 노다 미카 (29) - 하라 미키에
- 이쿠라 마사오 (54) - 스기모토 텟타
- 아사노 마코토 (49) - 후키코시 미츠루
- 요시이 타카오 (56) - 아사노 카즈유키
- 나카자토 케이코 (47) - 아소 유미
- 타카야마 테츠타로 (52) - 타케나카 나오토
- 곤도 스스무 (62) - 카자마 모리오
- 호시나 아키히코 (35) - 코이즈미 코타로

### 스태프
- 원작·각본 - 우치다테 마키코
- 음악 - 사와다 칸
- 주제가 - 하나오카 나츠미 〈여름의 죄〉 (빅터 엔터테인먼트)
- 연출 - 타무라 나오미 (TV 아사히), 코마츠 타카시 (MMJ), 후지타 메이지 (TV 아사히)
- 제작 - TV 아사히, MMJ

### 방송 일자
| 각 화                                                      | 방송일         | 부제                                              | 연출          | 시청률 |
| ---------------------------------------------------------- | -------------- | ------------------------------------------------- | ------------- | ------ |
| 제1화                                                      | 2015년 7월 9일 | 대못을 처박아 버린다!! 파워하라 상사VS총무의 여왕 | 타무라 나오미 | 9.7%   |
| 제2화                                                      | 7월 16일       | OL 오오쿠의 세례! 당하면 당한 만큼 돌려준다!!     | 코마츠 타카시 | 9.1%   |
| 제3화                                                      | 7월 23일       | 횡령 파워하라 상사에게 대못을 처박아 버린다!!     | 후지타 메이지 | 9.2%   |
| 제4화                                                      | 7월 30일       | 고참 여직원vs캐리어!! 여자들의 인의 없는 싸움     | 타무라 나오미 | 8.0%   |
| 제5화                                                      | 8월 6일        | 좌천 인사와 맞서는 OL 나, 회사 고소합니다!!       | 코마츠 타카시 | 9.0%   |
| 제6화                                                      | 8월 20일       | 고참 여직원은 봤다! 약탈애 리벤지가 시작된다!!    | 후지타 메이지 | 7.7%   |
| 제7화                                                      | 8월 27일       | 남자를 걸고 최강 파워하라 여상사와 싸우다!!       | 타무라 나오미 | 8.4%   |
| 제8화                                                      | 9월 3일        | 삼백만 세쿠하라 의혹 최후의 적은 18세…!!          | 코마츠 타카시 | 9.0%   |
| 최종화                                                     | 9월 10일       | 불상사를 파헤쳐라!! 최후의 적은 파워하라 임원     | 타무라 나오미 | 9.4%   |
| 평균 시청률 8.8% (시청률은 칸토 지구·비디오 리서치사 조사) |                |                                                   |               |        |

- 첫회 15분 확대.
- 8월 13일은 휴지.

| TV 아사히 목요드라마            | TV 아사히 목요드라마                     | TV 아사히 목요드라마               |
| 이전 작품                       | 작품명                                   | 다음 작품                          |
| ------------------------------- | ---------------------------------------- | ---------------------------------- |
| 아임 홈 (2015.4.16 ~ 2015.6.18) | 에이지 해러스먼트 (2015.7.9 ~ 2015.9.10) | 유산쟁족 (2015.10.22 ~ 2015.12.17) |